# Baldwyn
Pour les articles homonymes, voir Baldwyn (homonymie).
Baldwyn est une ville américaine située dans les comtés de Lee et Prentiss, dans l'État du Mississippi.

## Géographie
Baldwyn est située dans le nord-est du Mississippi.
La municipalité s'étend sur 11,64 milles carrés (30,15 km2), dont 11,59 milles carrés (30,02 km2) de terres. 6,21 milles carrés (16,08 km2) du territoire municipal sont situés dans le comté de Lee et 5,43 milles carrés (14,06 km2) dans celui de Prentiss.

## Histoire
Lorsque le Mobile and Ohio Railroad est construit au milieu du XIXe siècle, il passe à quelques kilomètres de Carrollville. Les habitants de cette ville choisissent alors de se rapprocher du chemin de fer et fondent Baldwyn, du nom de l'un des ingénieurs du chemin de fer.
Baldwyn devient une municipalité le 1er avril 1861, par un acte de la législature du Mississippi. Elle est alors située à cheval sur les comtés de Tishomingo et Itawamba La partie située dans le comté d'Itawamba rejoint le comté de Lee en 1866 ; celle située dans le comté de Tishomingo rejoint le comté de Prentiss en 1870.

## Démographie
Selon le recensement de 2010, Baldwyn compte 3 297 habitants, dont 1 385 vivent dans le comté de Lee et 1 912 dans le comté de Prentiss.
Selon l'American Community Survey de 2018, la population de Baldwyn est à 53 % afro-américaine et à 45 % blanche. La ville connaît un important taux de pauvreté à 31,4 %, le double de la moyenne nationale.